# Militärkommando Syd (Brasilien)
Militärkommando Syd (pt: Comando Militar do Sul) är ett av Brasiliens åtta militärkommandon (ungefär motsvarande militärområde). Militärkommandots område omfattar delstaterna Paraná, Rio Grande do Sul och Santa Catarina. Underställt militärkommando Syd är 3:e och 5:e militärregionerna (Região Militar) som ansvarar för fredsorganisationen, 3:e och 5:e armédivisionerna (Divisão de Exército) samt understödsförband i form av artilleri, ingenjörstrupper, signaltrupper med mera.
I delstaten Rio Grande do Sul sträcker sig de norra delarna av Pampas in i Brasilien med öppet slättland lämpligt för mekaniserade förband. Här finns också gränsen till Argentina som är Brasiliens starkaste militära motståndare. Det gör att huvuddelen av Brasiliens tunga styrkor är koncentrerade till militärkommando Syd. Förbanden är organiserade i två armédivisioner (3:e och 5:e) som till skillnad från Brasiliens övriga armédivisioner inte är kaderorganiserade utan fullt utbyggda med en pansarbrigad vardera och kompletterade med mekaniserade kavalleribrigader och motoriserade infanteribrigader.

## Organisation

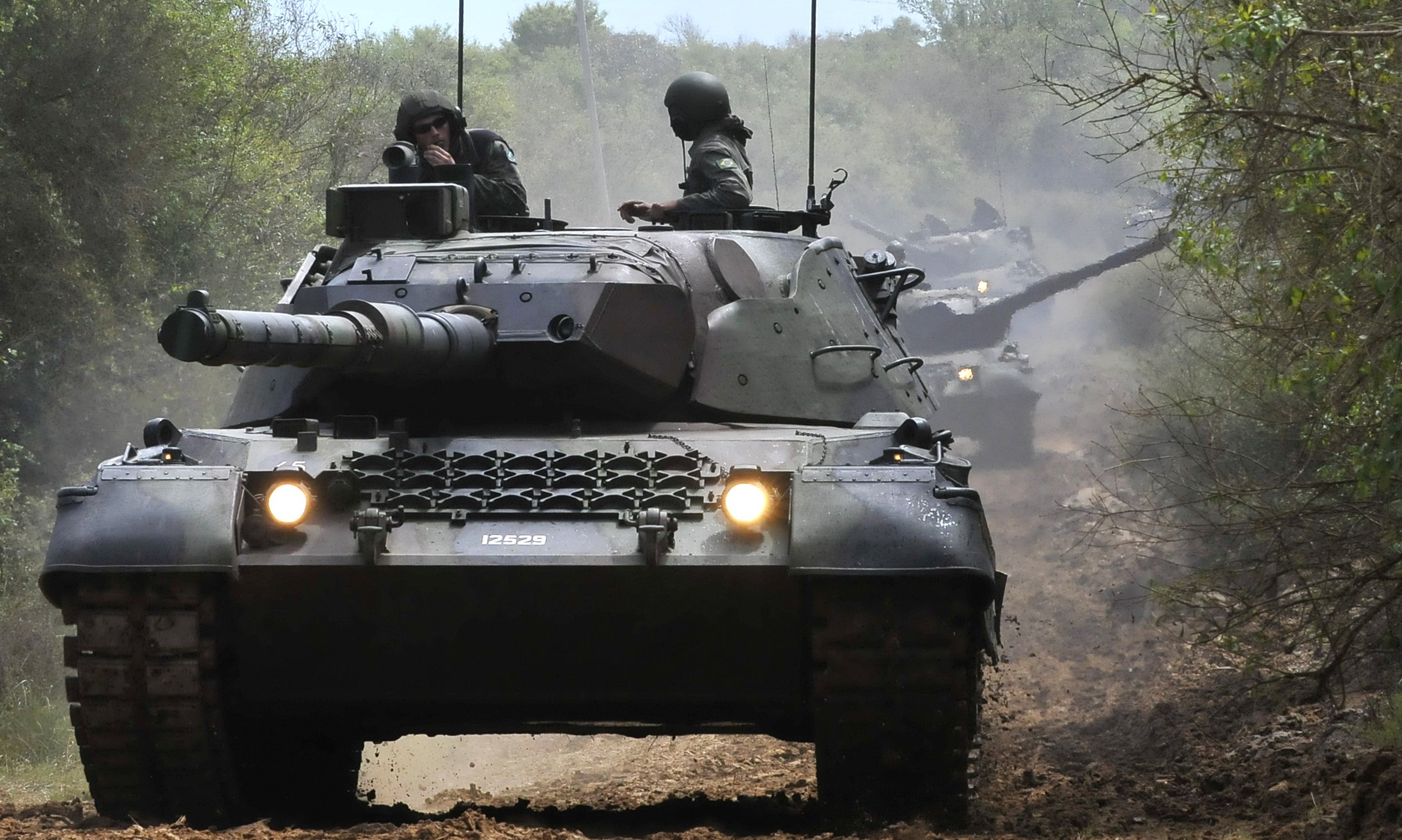
Huvuddelen av Brasiliens mekaniserade styrkor är koncentrerade till militärkommando syd. De tyngsta elementen utgörs av stridsvagnsregementena utrustade med Leopard 1.

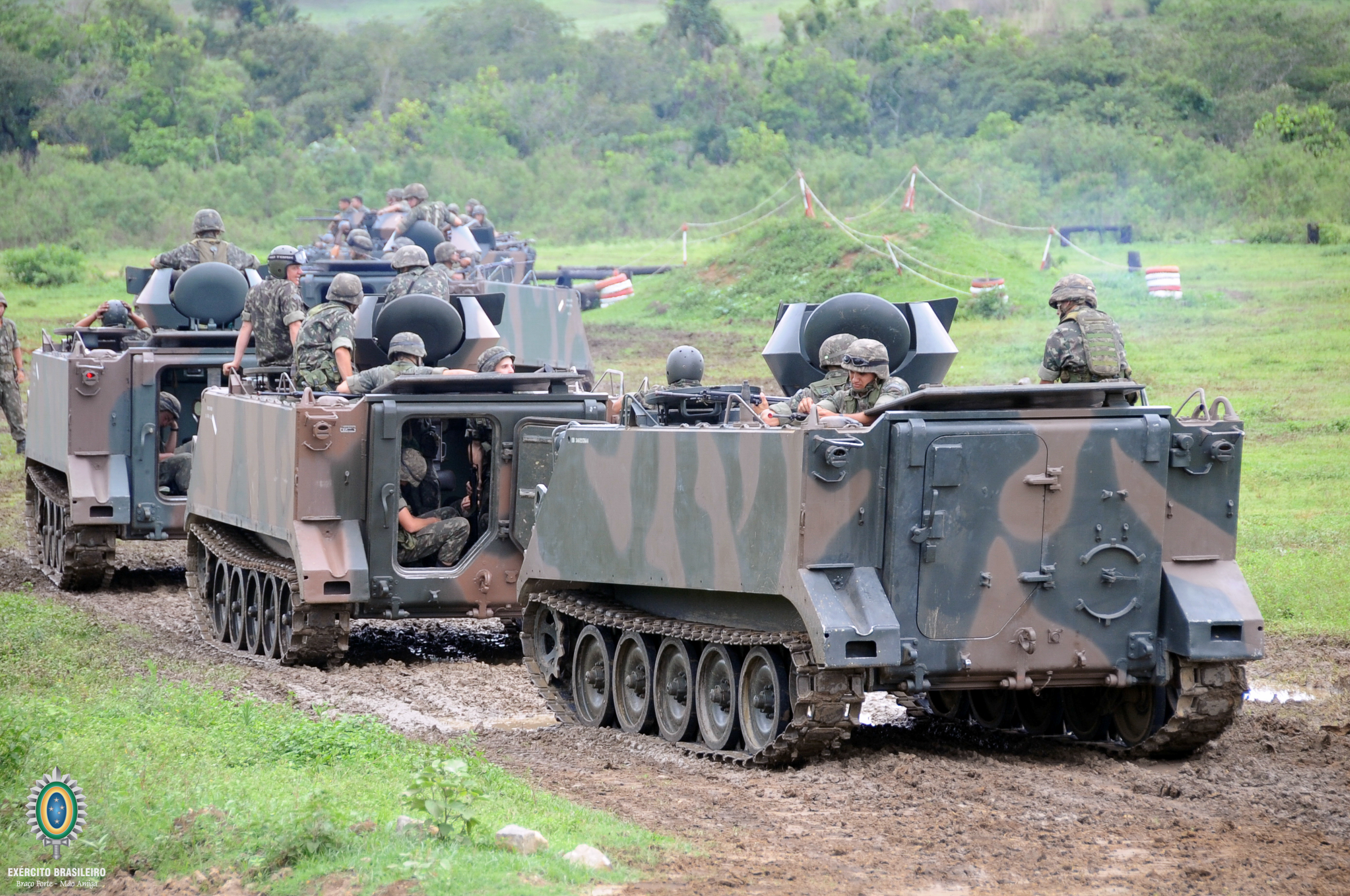
Stridsvagnsregementena kompletteras med mekaniserade kavalleriregementen.

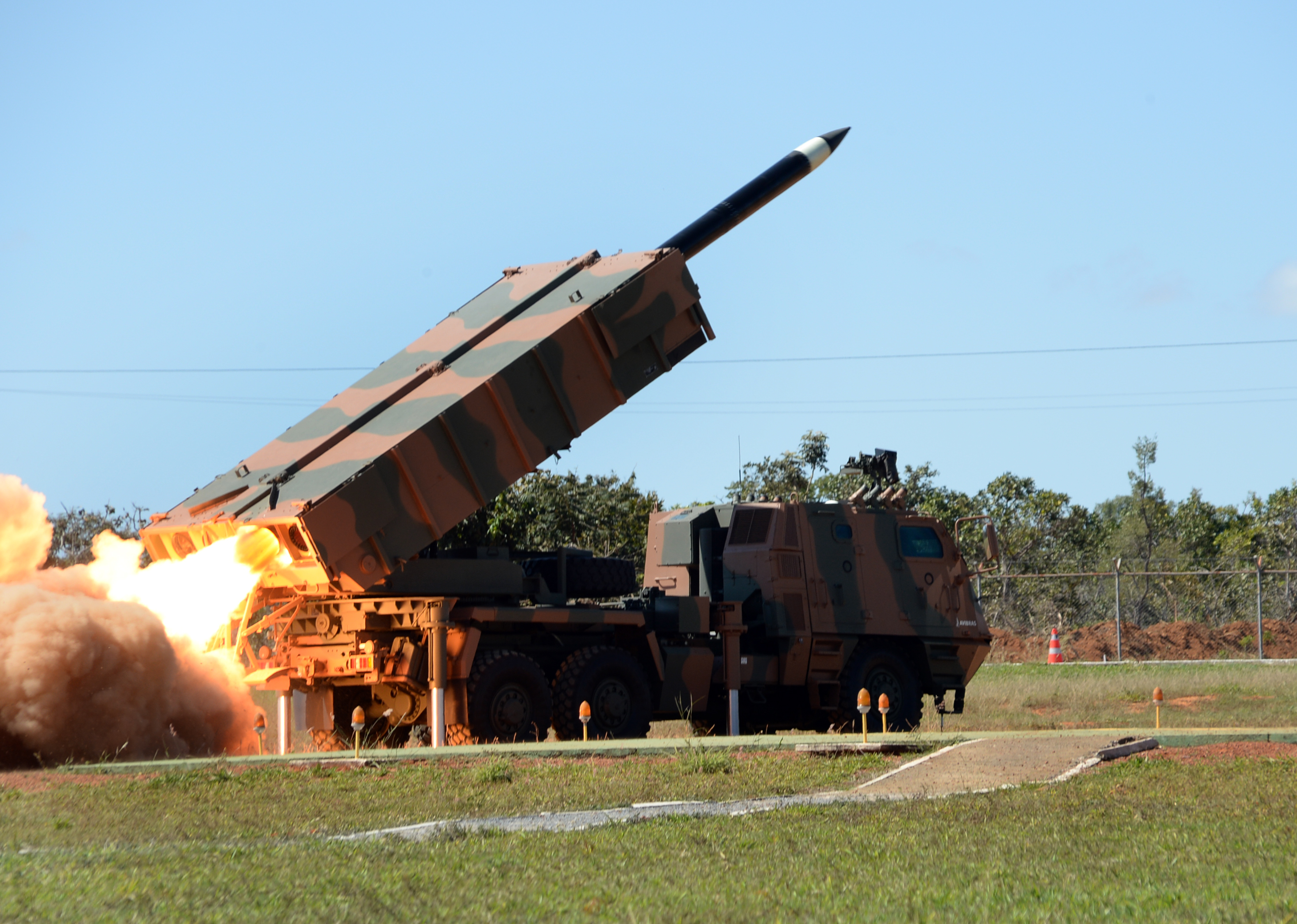
Armédivisionernas artillerigrupper är bland annat utrustade med det inhemska raketartillerisystemet ASTROS II.

Militärkommando Syd (Comando Militar do Sul) – Porto Alegre
 3:e militärregionen (3ª Região Militar) – Porto Alegre
 3:e underhållsbataljonen (3º Batalhão de Suprimento) – Nova Santa Rita
 Militärsjukhuset i Porto Alegre (Hospital Militar de Porto Alegre) – Porto Alegre
 Militärkliniken i Porto Alegre (Policlínica Militar de Porto Alegre) – Porto Alegre
 Garnisonssjukhuset i Alegrete (Hospital de Guarnição de Alegrete) – Alegrete
 Garnisonssjukhuset i Bagé (Hospital de Guarnição de Bagé) – Bagé
 Garnisonssjukhuset i Santiago (Hospital de Guarnição de Santiago) – Santiago
 8:e inskrivningskontoret (8ª Circunscrição de Serviço Militar) – Porto Alegre
 10:e inskrivningskontoret (10ª Circunscrição de Serviço Militar) – Santo Ângelo
 1:a gardeskompaniet (1ª Companhia de Guardas) – Porto Alegre
 13:e AMRÖJ-kompaniet (13ª Companhia Depósito de Armamento e Munição) – Santa Maria
5:e militärregionen (5ª Região Militar) – Curitiba
 Underhållsverkstad (Parque Regional de Manutenção) – Curitiba
 Garnisonssjukhuset i Florianópolis (Hospital de Guarnição de Florianópolis) – Florianópolis
 3:e armédivisionen (3ª Divisão de Exército) – Santa Maria
 6:e pansarinfanteribrigaden (6ª Brigada de Infantaria Blindada) – Santa Maria
 1:a stridsvagnsregementet (1º Regimento de Carros de Combate) – Santa Maria
 4:e stridsvagnsregementet (4º Regimento de Carros de Combate) – Rosário do Sul
 3:e självgående fältartillerigruppen (3º Grupo de Artilharia de Campanha Autopropulsado) – Santa Maria
 12:e pansarpionjärbataljonen (12º Batalhão de Engenharia de Combate Blindado) – Alegrete
 4:e logistikbataljonen (4º Batalhão Logístico) – Santa Maria
 6:e mekaniserade kavalleriskvadronen (6º Esquadrão de Cavalaria Mecanizado) – Santa Maria
 1:a mekaniserade kavalleribrigaden (1ª Brigada de Cavalaria Mecanizada) – Santiago
 4:e pansarkavalleriregementet (4º Regimento de Cavalaria Blindado) – São Luiz Gonzaga
 1:a mekaniserade kavalleriregementet (1º Regimento de Cavalaria Mecanizado) – Itaqui
 2:a mekaniserade kavalleriregementet (2º Regimento de Cavalaria Mecanizado) – São Borja
 19:e mekaniserade kavalleriregementet (19º Regimento de Cavalaria Mecanizado) – Santa Rosa
 19:e fältartillerigruppen (19º Grupo de Artilharia de Campanha) – Santiago
 9:e logistikbataljonen (9º Batalhão Logístico) – Santiago
 1:a mekaniserade pionjärkompaniet (1ª Companhia de Engenharia de Combate Mecanizada) – São Borja
 11:e mekaniserade sambandskompaniet (11ª Companhia de Comunicações Mecanizada) Santiago
 2:a mekaniserade kavalleribrigaden (2ª Brigada de Cavalaria Mecanizada) – Uruguaiana
 6:e pansarkavalleriregementet (6º Regimento de Cavalaria Blindado) – Alegrete
 5:e mekaniserade kavalleriregementet (5º Regimento de Cavalaria Mecanizado) – Quaraí
 8:e mekaniserade kavalleriregementet (8º Regimento de Cavalaria Mecanizado) – Uruguaiana
 22:a självgående fältartillerigruppen (22º Grupo de Artilharia de Campanha Autopropulsado) – Uruguaiana
 10:e logistikbataljonen (10º Batalhão Logístico) – Alegrete
 3:e luftvärnsbatteriet (3ª Bateria de Artilharia Anti-Aérea) – Uruguaiana
 2:a mekaniserade pionjärkompaniet (2ª Companhia de Engenharia de Combate Mecanizada) – Alegrete
 12:e sambandskompaniet (12ª Companhia de Comunicações) – Alegrete
 3:e mekaniserade kavalleribrigaden (3ª Brigada de Cavalaria Mecanizada) – Bagé
 9:e pansarkavalleriregementet (9º Regimento de Cavalaria Blindado) – São Gabriel
 3:e mekaniserade kavalleriregementet (3º Regimento de Cavalaria Mecanizado) – Bagé
 7:e mekaniserade kavalleriregementet (7º Regimento de Cavalaria Mecanizado) – Sant'Ana do Livramento
 12:e mekaniserade kavalleriregementet (12º Regimento de Cavalaria Mecanizado) – Jaguarão
 25:e fältartillerigruppen (25º Grupo de Artilharia de Campanha) – Bagé
 3:e logistikbataljonen (3º Batalhão Logístico) – Bagé
 2:a luftvärnsbatteriet (3ª Bateria de Artilharia Anti-Aérea) – Sant'Ana do Livramento
 3:e mekaniserade pionjärkompaniet (3ª Companhia de Engenharia de Combate Mecanizada) – Dom Pedrito
 13:e mekaniserade sambandskompaniet (13ª Companhia de Comunicações Mecanizada) – São Gabriel
 8:e motoriserade infanteribrigaden (8ª Brigada de Infantaria Motorizada) – Pelotas
 9:e motoriserade infanteribataljonen (9º Batalhão de Infantaria Motorizado) – Pelotas
 18:e motoriserade infanteribataljonen (18º Batalhão de Infantaria Motorizado) – Sapucaia do Sul
 19:e motoriserade infanteribataljonen (19º Batalhão de Infantaria Motorizado) – São Leopoldo
 6:e fältartillerigruppen (6º Grupo de Artilharia de Campanha) – Rio Grande
 8:e logistikbataljonen (8º Batalhão Logístico) – Porto Alegre
 8:e mekaniserade kavalleriskvadronen (8º Esquadrão de Cavalaria Mecanizado) – Porto Alegre
 8:e sambandskompaniet (8ª Companhia de Comunicações) – Bento Gonçalves
 3:e divisionsartilleriet (Artilharia Divisionária da 3ª Divisão de Exército) – Cruz Alta
 13:e fältartillerigruppen (13º Grupo de Artilharia de Campanha) – Cachoeira do Sul
 27:e fältartillerigruppen (27º Grupo de Artilharia de Campanha) – Ijuí
 29:e självgående fältartillerigruppen (29º Grupo de Artilharia de Campanha Autopropulsado) – Cruz Alta
 19:e mekaniserade kavalleriregementet (19º Regimento de Cavalaria Mecanizado) – Santa Rosa
 1:a sambandsbataljonen (1º Batalhão de Comunicações) – Santo Ângelo
 5:e armédivisionen (5ª Divisão de Exército) – Curitiba
 5:e pansarkavalleribrigaden (5ª Brigada de Cavalaria Blindada) – Ponta Grossa
 3:e stridsvagnsregementet (3º Regimento de Carros de Combate) – Ponta Grossa
 5:e stridsvagnsregementet (5º Regimento de Carros de Combate) – Rio Negro
 13:e pansarinfanteribataljonen (13º Batalhão de Infantaria Blindado) – Ponta Grossa
 20:e pansarinfanteribataljonen (20º Batalhão de Infantaria Blindado) – Curitiba
 5:e pansarpionjärbataljonen (5° Batalhão de Engenharia de Combate Blindado) – Porto União
 5:e självgående fältartillerigruppen (5º Grupo de Artilharia de Campanha Autopropulsado) – Curitiba
 5:e logistikbataljonen (5º Batalhão Logístico) – Curitiba
 5:e mekaniserade kavalleriskvadronen (5º Esquadrão de Cavalaria Mecanizado) – Castro
 5:e pansarsambandskompaniet (5ª Companhia de Comunicações Blindada) – Curitiba
 14:e motoriserade infanteribrigaden (14ª Brigada de Infantaria Motorizada) – Florianópolis
 23:e motoriserade infanteribataljonen (23º Batalhão de Infantaria Motorizada) – Blumenau
 62:e motoriserade infanteribataljonen (62º Batalhão de Infantaria Motorizada) – Joinville
 63:e motoriserade infanteribataljonen (63º Batalhão de Infantaria Motorizada) – Florianópolis
 28:e fältartillerigruppen (28º Grupo de Artilharia de Campanha) – Criciúma
 15:e mekaniserade infanteribrigaden (15ª Brigada de Infantaria Mecanizada) – Cascavel
 30:e mekaniserade infanteribataljonen (30º Batalhão de Infantaria Mecanizado) – Apucarana
 33:e mekaniserade infanteribataljonen (33º Batalhão de Infantaria Mecanizado) – Cascavel
 34:e mekaniserade infanteribataljonen (34º Batalhão de Infantaria Mecanizado) – Foz do Iguaçu
 26:e fältartillerigruppen (26º Grupo de Artilharia de Campanha) – Guarapuava
 15:e logistikbataljonen (15º Batalhão Logístico) – Cascavel
 16:e mekaniserade kavalleriskvadronen (16º Esquadrão de Cavalaria Mecanizado) – Francisco Beltrão
 15:e mekaniserade pionjärkompaniet (15ª Companhia de Engenharia de Combate) – Palmas
 15:e mekaniserade sambandskompaniet (15ª Companhia de Comunicações Mecanizada) – Cascavel
 5:e divisionsartilleriet (Artilharia Divisionária da 5ª Divisão de Exército) – Curitiba
 15:e självgående fältartillerigruppen (15º Grupo de Artilharia de Campanha Autopropulsado) – Lapa
 14:e mekaniserade kavalleriregementet (14º Regimento de Cavalaria Mecanizado) – São Miguel do Oeste
 27:e logistikbataljonen (27º Batalhão Logístico) – Curitiba
 5:e armépoliskompaniet (5ª Companhia de Polícia do Exército) – Curitiba
 Artillerikommandot (Comando de Artilharia do Exército) – Porto Alegre
 16:e självgående fältartillerigruppen (16º Grupo de Artilharia de Campanha Autopropulsado) – São Leopoldo
 13:e fältartillerigruppen (13º Grupo de Artilharia de Campanha) – Cachoeira do Sul
 4:e ingenjörsgruppen (4º Grupamento de Engenharia) – Porto Alegre
 3:e pionjärbataljonen (3º Batalhão de Engenharia de Combate) – Cachoeira do Sul
 6:e pionjärbataljonen (6º Batalhão de Engenharia de Combate) – São Gabriel
 12:e pansarpionjärbataljonen (12º Batalhão de Engenharia de Combate Blindado) – Alegrete
 1:a järnvägsbataljonen (1º Batalhão Ferroviário) – Lages
 Pansarstridsskolan (Centro de Instrução de Blindados) – Santa Maria
 3:e logistikgruppen (3º Grupamento Logístico) – Porto Alegre
 3:e gardeskavalleriregementet (3º Regimento de Cavalaria de Guardas) – Porto Alegre
 19:e mekaniserade kavalleriregementet (19º Regimento de Cavalaria Mecanizado) – Santa Rosa
 3:e armépolisbataljonen (3º Batalhão de Polícia do Exército) – Porto Alegre
 3:e sambandsbataljonen (3º Batalhão de Comunicações) – Porto Alegre
 1:a underrättelsekompaniet (1ª Companhia de Inteligência) – Porto Alegre